# سون گوستاف وینگکویست

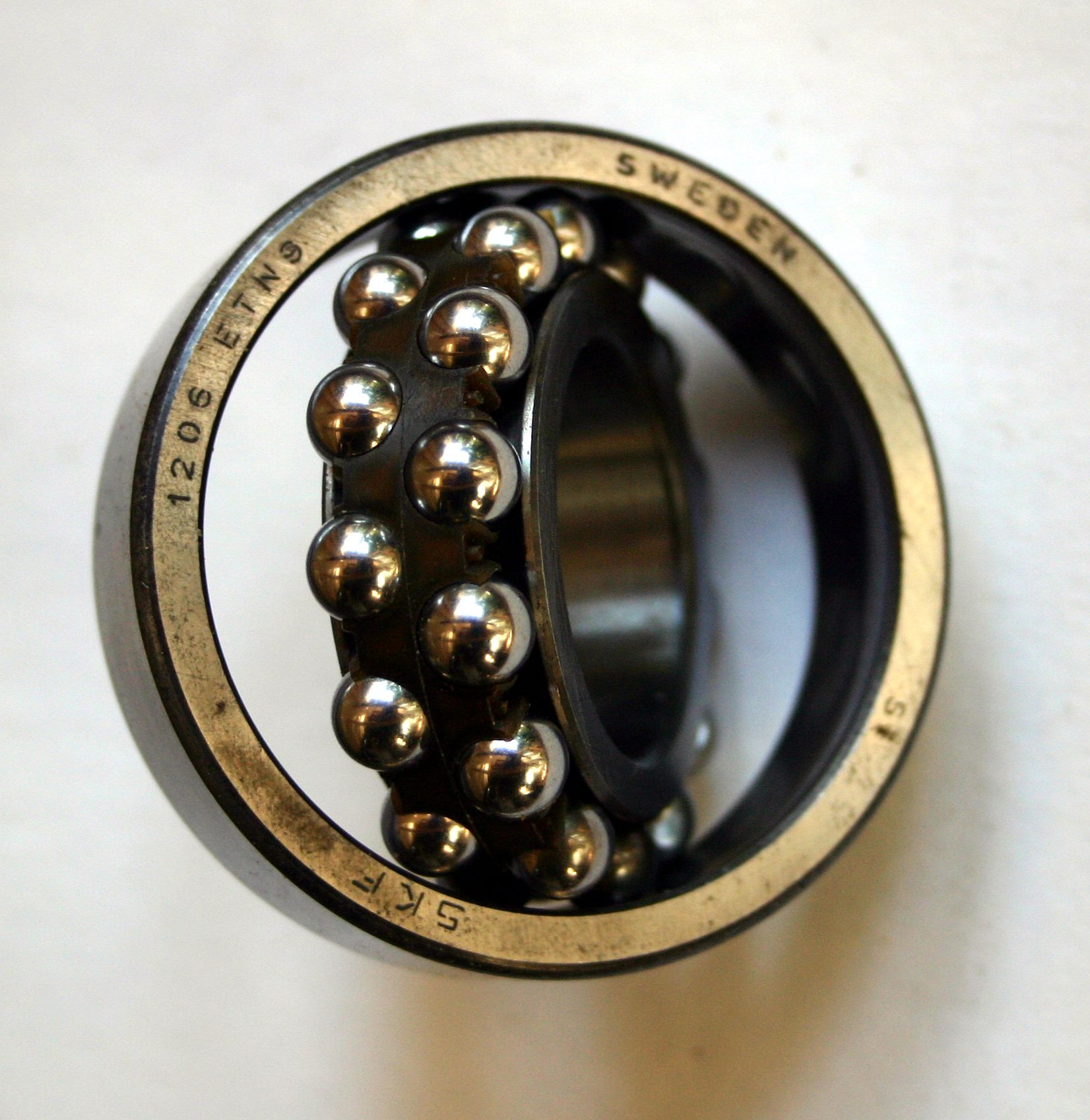
بلبرینگ وینگکویست

سون گوستاف وینگکویست (به سوئدی: Sven Gustaf Wingquist)؛ (۱۰ دسامبر ۱۸۷۶ – ۱۷ مارس ۱۹۵۳) یک مهندس، مخترع و صنعتگر اهل سوئد و یکی از بنیانگذاران شرکت اس‌کااف یکی از پیشروان جهان در صنعت بلبرینگ است. سون وینگکویست مخترع بلبرینگ‌های چند ردیفه خودتنظیمی در سال ۱۹۰۷ است.

## نگارخانه

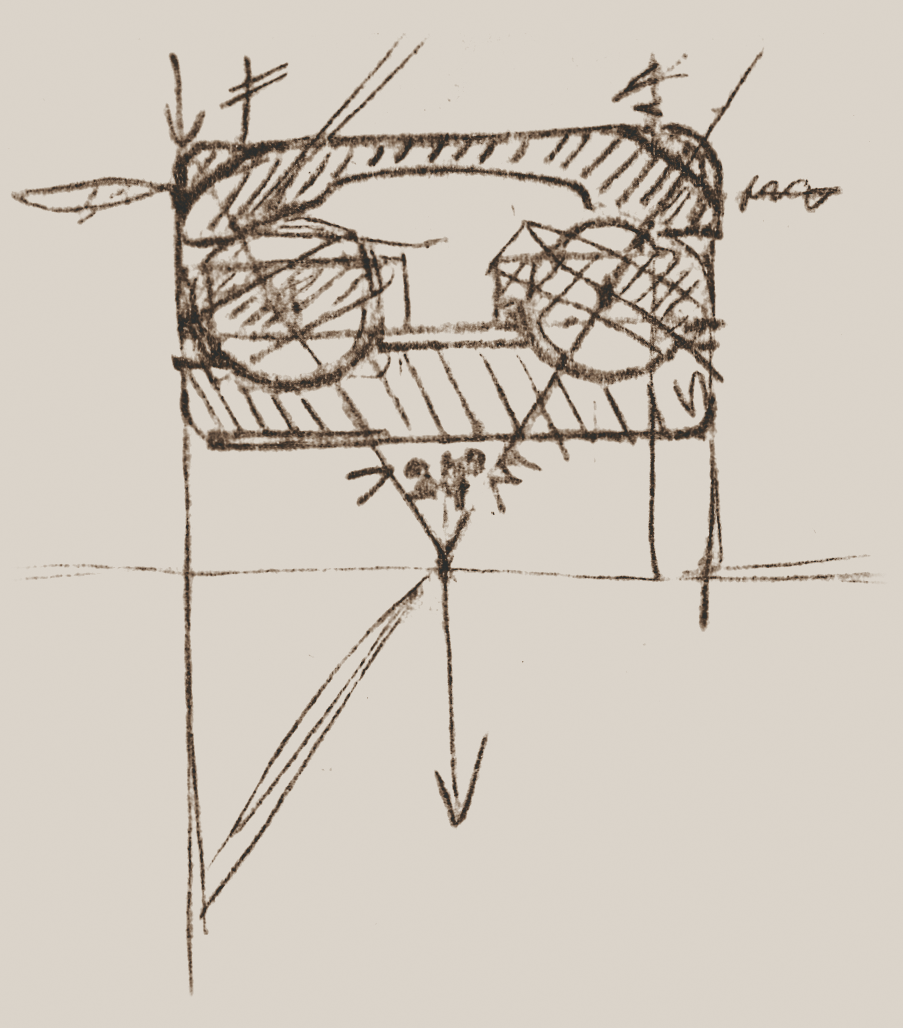
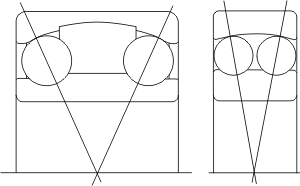
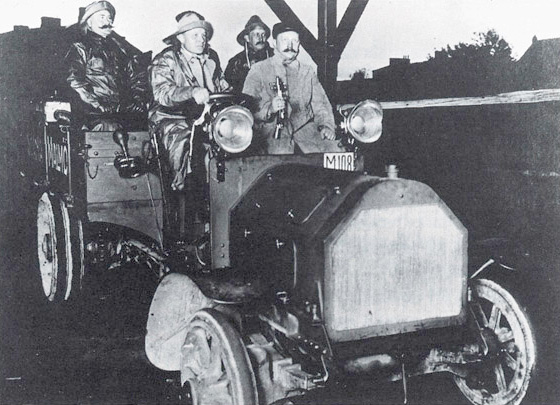
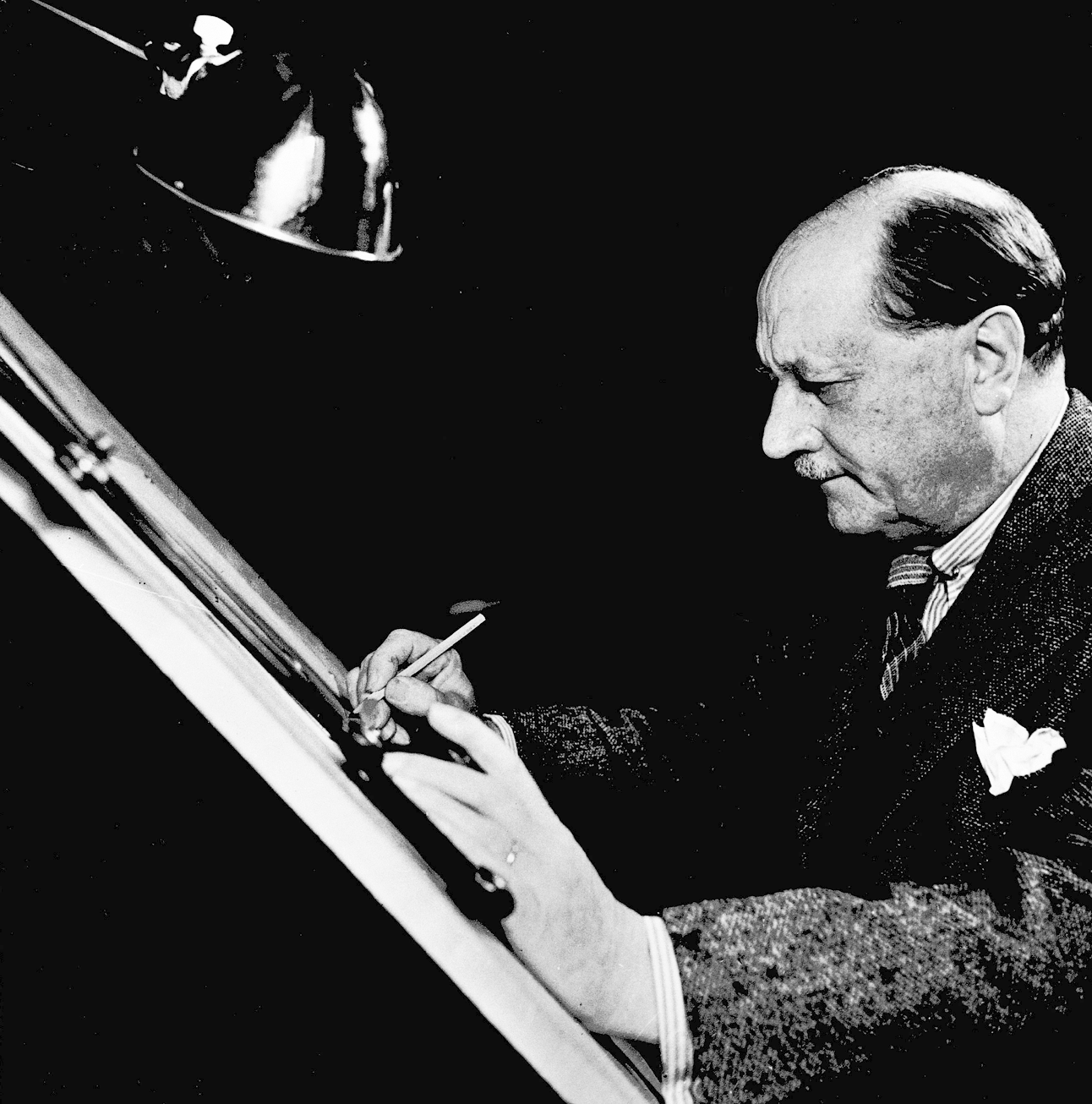